# Hydroporus americanus
Hydroporus americanus är en skalbaggsart som beskrevs av Aubé 1838. Hydroporus americanus ingår i släktet Hydroporus och familjen dykare. Inga underarter finns listade i Catalogue of Life.